# Tony DeAngelo
Anthony "Tony" DeAngelo, född 24 oktober 1995, är en amerikansk professionell ishockeyback som spelar för Philadelphia Flyers i NHL. 
Han har tidigare spelat på NHL-nivå för Carolina Hurricanes, New York Rangers och Arizona Coyotes och på lägre nivåer för Hartford Wolf Pack, Tucson Roadrunners och Syracuse Crunch i AHL, Sarnia Sting och Sault Ste. Marie Greyhounds i OHL och Cedar Rapids Roughriders i USHL.
DeAngelo draftades i första rundan i 2014 års draft av Tampa Bay Lightning som 19:e spelare totalt.
23 juni 2017 trejdades han tillsammans med sjunde valet i 2017 års draft (Lias Andersson) till New York Rangers i utbyte mot Derek Stepan och Antti Raanta.

## Statistik
| 2008–2009  | Mercer Chiefs               | AYHL       | 29  | 31 | 29  | 60  | 176 | —  | — | —  | —  | —  |
| 2009–2010  | Westchester Express         | EJEPL      | 7   | 5  | 2   | 7   | 0   | —  | — | —  | —  | —  |
| 2010–2011  | Cedar Rapids Roughriders    | USHL       | 28  | 1  | 14  | 15  | 19  | —  | — | —  | —  | —  |
| 2011–2012  | Sarnia Sting                | OHL        | 68  | 6  | 17  | 23  | 46  | 6  | 1 | 0  | 1  | 2  |
| 2012–2013  | Sarnia Sting                | OHL        | 62  | 9  | 49  | 58  | 60  | 4  | 1 | 2  | 3  | 8  |
| 2013–2014  | Sarnia Sting                | OHL        | 51  | 15 | 56  | 71  | 90  | —  | — | —  | —  | —  |
| 2014–2015  | Sarnia Sting                | OHL        | 29  | 10 | 28  | 38  | 64  | —  | — | —  | —  | —  |
|            | Sault Ste. Marie Greyhounds | OHL        | 26  | 15 | 36  | 51  | 51  | 13 | 0 | 16 | 16 | 18 |
| 2015–2016  | Syracuse Crunch             | AHL        | 69  | 6  | 37  | 43  | 84  | —  | — | —  | —  | —  |
| 2016–2017  | Arizona Coyotes             | NHL        | 39  | 5  | 9   | 14  | 37  | —  | — | —  | —  | —  |
|            | Tucson Roadrunners          | AHL        | 25  | 3  | 13  | 16  | 31  | —  | — | —  | —  | —  |
| 2017–2018  | New York Rangers            | NHL        | 32  | 0  | 8   | 8   | 11  | —  | — | —  | —  | —  |
|            | Hartford Wolf Pack          | AHL        | 29  | 2  | 11  | 13  | 17  | —  | — | —  | —  | —  |
| 2018–2019  | New York Rangers            | NHL        | 61  | 4  | 26  | 30  | 77  | —  | — | —  | —  | —  |
| 2019–2020  | New York Rangers            | NHL        | 68  | 15 | 38  | 53  | 47  | —  | — | —  | —  | —  |
| NHL totalt | NHL totalt                  | NHL totalt | 200 | 24 | 81  | 105 | 172 | —  | — | —  | —  | —  |
| AHL totalt | AHL totalt                  | AHL totalt | 123 | 11 | 61  | 72  | 132 | —  | — | —  | —  | —  |
| OHL totalt | OHL totalt                  | OHL totalt | 236 | 55 | 186 | 241 | 311 | 23 | 2 | 18 | 20 | 28 |

### Internationellt
| Källa: Uppdaterad: 2020-05-21 | Källa: Uppdaterad: 2020-05-21 | Källa: Uppdaterad: 2020-05-21 |         | Utv = Utvisningsminuter | Utv = Utvisningsminuter | Utv = Utvisningsminuter | Utv = Utvisningsminuter | Utv = Utvisningsminuter |
| År                            | Lag                           | Mästerskap                    | Matcher | Mål                     | Assists                 | Poäng                   | Utv                     |                         |
| ----------------------------- | ----------------------------- | ----------------------------- | ------- | ----------------------- | ----------------------- | ----------------------- | ----------------------- | ----------------------- |
| 2012                          | USA                           | Ivan Hlinka                   | 4       | 0                       | 6                       | 6                       | 26                      |                         |
| 2015                          | USA                           | JVM                           | 5       | 2                       | 1                       | 3                       | 4                       |                         |
| Junior totalt                 | Junior totalt                 | Junior totalt                 | 9       | 2                       | 7                       | 9                       | 30                      |                         |